# Цветан Веселинов – Меци
Цветан Веселинов Димитров (27 април 1947 г. – 26 февруари 2018 г.), наричан по прякор Меци, е български футболист, крило. Клубна легенда на Левски (София), където преминава цялата му състезателна кариера.
Има 6 мача и 2 гола за националния отбор. Сребърен медалист от олимпийските игри в Мексико'68.

## Биография
Веселинов започва да тренира футбол в школата на Левски (София) още в детска възраст. През 1965 г. е привлечен в първия състав от тогавашния треньор Рудолф Витлачил. Впечатлява с неудържим спринт. Смятан е за едно от най-бързите крила в Европа за своето време, като бяга 100 м за под 11 секунди. Бързо се утвърждава в основния състав на Левски. Още в дебютния си сезон 1965/66 бележи 10 гола в 15 изиграни мача в А група.
Веселинов играе за Левски от 1965 до 1975 г. Общо записва 232 мача и бележи 81 гола – 193 мача със 70 гола в първенството, 26 мача с 8 гола за купата, както и 13 мача с 3 гола в евротурнирите. „Майстор на спорта“ от 1968 г. Три пъти става шампион на България през 1967/68, 1969/70 и 1973/74, а освен това е и трикратен носител на националната купа през 1966/67, 1969/70 и 1970/71.
За националния отбор има 6 мача и 2 гола, за младежкия има 9 мача и 4 гола, а за юношеския има 5 мача с 2 гола. Сребърен медалист от ОИ-1968 в Мексико. Играта му като крило се отличава с неудържим спринт и висока скорост. Притежава добри реализаторски качества. Получава многобройни контузии, заради които рано прекратява кариерата си. Като треньор работи в Тунис и школата на Левски.